# Emily Calandrelli
Emily Dawn Calandrelli (Morgantown, 18 de mayo de 1987) es una científica, presentadora de televisión y divulgadora científica.

## Biografía
Creció en Morgantown, Virginia y fue a Universidad de Virginia Occidental. De estudiante ganó muchos premios por su calidad académica. Se convirtió en una estudiante integral, que la llevó a trabajar para Alan Mollohan durante un verano en Washington D. C. En 2010 obtuvo su grado en Ingeniería Mecánica y Aeroespacial.
En 2013, por parte del Instituto Tecnológico de Massachusetts obtuvo su Magíster en Aeronáutica y Astronáutica, además de su Magíster en Política y Tecnología. Luego hizo una pasantía en Harvard para la NASA, donde ayudó a varias organizaciones a resolver desafíos técnicos.

## Carrera
Emily es una oradora profesional y sus charlas generalmente son sobre exploración espacial, alfabetización científica, equidad de género en STEM. Además contribuye escribiendo en TechCrunch.
En 2014 empezó a ser presentadora del programa "Exploración del Espacio Exterior" de la cadena FOX. En 2017 hizo varias apariciones en Bill Nye Saves the World, de Netflix.
Además ha escrito los libros Ada Lace series, que son una introducción a la ciencia y tecnología para los más pequeños.

## Premios
En abril del 2017, fue nominada como Presentadora excepcional en un programa sobre Viajes/Niños/Vida y fue nominada a un Emmy por su programa.